# Kenneth Cope
Kenneth Charles Cope (Liverpool, 14 april 1931 – Southport, 11 september 2024) was een Brits acteur.
Zijn bekendste rol is die van Marty Hopkirk uit de serie Randall and Hopkirk (Deceased). Ook was hij drie jaar te zien als Ray Hilton in de serie Brookside. Verder speelde hij vele rollen in films, waaronder Dunkirk, George & Mildred, The Desperados en enkele Carry On-films.
Gastoptredens in televisieseries had hij onder meer in Kavangh QC, The Bill, A Touch of Frost en Catweazle.
Sinds 1961 was Cope getrouwd met actrice Renny Lister; ze kregen een dochter, Martha Cope. Ook zij is een actrice.
Cope overleed op 93-jarige leeftijd.

## Filmografie
- Impulse (1954) - Hotel Desk Clerk (niet op aftiteling)
- X: The Unknown (1956) - Sapper Lansing
- Dixon of Dock Green (televisieserie) - Doug Beale (afl. The Roaring Boy, 1956)
- Yangtse Incident: The Story of H.M.S. Amethyst (1957) - Mr. McNamara
- The Adventures of Robin Hood (televisieserie) - Timothy Cox (afl. An Apple for the Archer, 1957)
- These Dangerous Years (1957) - Juggler
- The Adventures of Robin Hood (televisieserie) - Diccon (afl. The Mark, 1957)
- Ivanhoe (televisieserie) - Warren (afl. The Escape, 1958)
- Dunkirk (1958) - Lt. Lumpkin
- Dixon of Dock Green (televisieserie) - Barney Dugan (afl. The Don't Like Policeman, 1958)
- The Adventures of Robin Hood (televisieserie) - Alwyn the Squire (afl. Elixir of Youth, 1958)
- Dixon of Dock Green (televisieserie) - Ned (afl. George Takes Whisky, 1958)
- No Time to Die (1958) - Tweede Engelse soldaat
- Naked Fury (1959) - Johnny
- The Lady Is a Squire (1959) - Derek
- The Adventures of William Tell (televisieserie) - Marco (afl. The Bandit, 1959)
- Dixon of Dock Green (televisieserie) - Banks (afl. A Flask of Black Coffee, 1959)
- The Unstoppable Man (1960) - Benny
- The Criminal (1960) - Kelly
- The Days of Vengeance (miniserie, 1960) - Reg Parrish
- Dixon of Dock Green (televisieserie) - Ron Sharp (afl. Christmas Eve at the Nick, 1960)
- Jungle Street (1961) - Johnny
- Coronation Street (televisieserie) - Jed Stone (afl. 1.38, 1961)
- Alcoa Presents: One Step Beyond (televisieserie) - Lionel (afl. The Villa, 1961)
- The Edgar Wallace Mystery Theatre (televisieserie) - Derek Maitland (afl. Death Trap, 1962)
- Studio Four (televisieserie) - Bill Lane (afl. North Flight, 1962)
- Father Came Too! (1963) - Ron
- The Damned (1963) - Sid
- Tomorrow at Ten (1964) - Sergeant Grey
- Genghis Khan (1965) - Subotai
- The Edgar Wallace Mystery Theatre (televisieserie) - Joe Trent (afl. Change Partners, 1965)
- Dateline Diamonds (1965) - Lester Benson alias Arthur Gittins
- The Lance Percival Show (televisieserie) - Rol onbekend (1965)
- Z-Cars (televisieserie) - Richie (afl. The Share Out, 1965)
- Night of the Big Heat (1967) - Tinker Mason
- Sanctuary (televisieserie) - Charlie Musgrove (afl. The Undefeated, 1967)
- Z-Cars (televisieserie) - Frankie Hancock (afl. The Great Art Robbery: Part 1 & 2, 1967)
- The Avengers (televisieserie) - Tom Savage (afl. The Bird Who Knew Too Much, 1967)
- The Avengers (televisieserie) - Gardiner (afl. The Curious Case of the Countless Clues, 1968)
- We Have Ways of Making You Laugh (televisieserie) - Verschillende rollen (1968)
- Hammerhead (1968) - Motorrijder
- A Twist of Sand (1968) - Flag Officer
- The Desperados (1969) - Carlin
- A Touch of the Other (1970) - Delger
- Randall and Hopkirk (Deceased) (televisieserie) - Marty Hopkirk (26 afl., 1969-1970)
- She'll Follow Your Anywhere (1971) - Mike Carter
- Catweazle (televisieserie) - Jack Victor (afl. The Wogle Stone, 1971)
- Carry on at Your Convenience (1971) - Vic Spanner
- Rentadick (1972) - West
- Carry on Matron (1972) - Cyril Carter
- The Adventures of Black Beauty (televisieserie) - Henry Thackeray (afl. Sailor on a Horse, 1973)
- Crown Court (televisieserie) - Rol onbekend (afl. The Assault on Choga Star, 1974)
- ITV Playhouse (televisieserie) - Rol onbekend (afl. Love Affair, 1974)
- Juggernaut (1974) - Bridgeman
- Dixon of Dock Green (televisieserie) - Harold Tovey (afl. Jackpot, 1976)
- The Famous Five (televisieserie) - Sam (afl. Five Are Together Again: Part 1 & 2, 1978)
- Shelley (televisieserie) - Alan Forsyth (afl. Moving In, 1979, The Nelson Touch, 1979)
- Minder (televisieserie) - Albert Stubbs (afl. Bury My Half at Waltham Green, 1979)
- George & Mildred (1980) - Harvey
- Play for Today (televisieserie) - Rol onbekend (afl. The Vanishing Army, 1980)
- Doctor Who (televisieserie) - Packard (afl. Warriors' Gate: Part 1, 1981)
- Levkas Man (televisieserie) - Rol onbekend (1981)
- Strangers (televisieserie) - DCS Miller (afl. A Free Weekend in the Country, 1982)
- Juliet Bravo (televisieserie) - Freddie Cooper (afl. Who's Your Friend?, 1983)
- Bootle Saddles (televisieserie) - Percy James (afl. onbekend, 1984)
- Minder (televisieserie) - Scooter (afl. Waiting for Goddard, 1985)
- King & Castle (televisieserie) - Ernest Midgeley (afl. Exodus, 1986)
- Truckers (televisieserie) - Rol onbekend (1987)
- Sleeping Murder (televisiefilm, 1987) - Jackie Afflick
- Rumpole of the Bailey (televisieserie) - Norman (afl. Rumpole and the Judge's Elbow, 1987)
- Casualty (televisieserie) - Archie Higgs (afl. Desperate Odds, 1988)
- Bergerac (televisieserie) - Ted Swinton (afl. Natural Enemies, 1989)
- Making News (televisieserie) - Mac Thorpe (afl. Line of Fire, 1990)
- Uncle Jack and Operation Green (televisieserie) - De kolonel (afl. Oil, 1990)
- Minder (televisieserie) - Phelan (afl. Bring Me the Head of Arthur Daley, 1994)
- Captives (1994) - Dr. Hockley
- Lovejoy (televisieserie) - John Ikin (afl. Somewhere: Over the Rainbow?, 1994)
- Medics (televisieserie) - Roy Banks (afl. Second Chance, 1995)
- A Touch of Frost (televisieserie) - Charlie Fairclough (afl. True Confessions, 1997)
- Goodnight Sweetheart (televisieserie) - Huurbaas (afl. The Leaving of Liverpool, 1997)
- Last of the Summer Wine (televisieserie) - Lance (afl. The Love-Mobile, 1997)
- Kavangh QC (televisieserie) - Maurice Fitzalan (afl. Time of Need, 1999)
- Brookside (televisieserie) - Ray Hilton (afl. onbekend, 1999-2002)
- Doctors (televisieserie) - Brian Holland (afl. Too Darn Hot, 2004)
- Waking the Dead (televisieserie) - Neville Harding (afl. Shadowplay: Part 1, 2004)
- The Bill (televisieserie) - Jimmy Hastings (afl. 378, 2006, 379, 2006)
- Doctors (televisieserie) - Frank Leakey (afl. Invisible Touch, 2007)

- Bibliothèque nationale de France: cb14038648x (data)
- Gemeinsame Normdatei: 1061885402
- International Standard Name Identifier: 0000 0000 7909 3203
- Library of Congress Control Number: no91016629
- MusicBrainz: dfc099f7-0f1c-4b50-baa5-bfcc5ea724c5
- Nationale bibliotheek van Australië: 35530521
- Virtual International Authority File: 92677836
- WorldCat: E39PBJp66CcXf8WjKkTYJwQKBP